# Przeobrażenie niezupełne owadów

Przeobrażenie niezupełne szarańczaka Melanoplus atlanus w sześciu stadiach od nimfy do imago.

Przeobrażenie niezupełne owadów, hemimetabolia, hemimetamorfoza – typ metamorfozy larwy owada w dorosłego osobnika, w trakcie której nie występuje stadium poczwarki.
U owadów z przeobrażeniem niezupełnym larwa pierwotna przypomina (w różnym stopniu w zależności od kategorii) osobnika dojrzałego (imago), a narządy larwalne stopniowo, w serii kolejnych linień, przekształcają się w narządy definitywne. Po każdym linieniu następuje też wydatne powiększenie rozmiarów ciała. W ten sposób larwa rośnie aż do ostatniej wylinki i uzyskania wielkości postaci dojrzałej.
W hemimetabolii występują następujące stadia rozwoju:
jajo → larwa pierwotna → nimfa → imago

## Przykłady
Do owadów przechodzących przeobrażenie niezupełne należą m.in.:
- karaczany
- prostoskrzydłe
- modliszki[1]
- pluskwiaki
- ważki
- wszy
- wszoły